# Piet Gevers
Claudius Pieter (Piet) Gevers (Rotterdam, 5 januari 1770 - Leiden, 18 februari 1836) was een Nederlandse politicus en koopman.

## Leven en werk
Gevers werd in 1770 geboren als zoon van de Rotterdamse burgemeester Abraham Gevers en diens tweede vrouw Catharina Wilhelmina van der Staal. Hij was van 1782 tot 1784, samen met Staring, leerling van de Latijnse school van Gouda. Hij studeerde Romeins en hedendaags recht aan de Universiteit Leiden, waar hij in 1791 op stellingen promoveerde. Daarna vestigde hij zich in Gouda waar hij van 1792 tot 1795 deel uitmaakte van de vroedschap. In deze periode vervulde hij diverse bestuurlijke functies als gecommitteerd adjunct ter dagvaart, thesaurier-ontvanger, commissaris van huwelijkse zaken en politiemeester. In 1794 vertegenwoordigde hij Gouda in de Staten van Holland. Na 1797 vestigde hij zich in Rotterdam. Tijdens de Franse Tijd was hij een ambteloos burger, maar hij vervulde in die periode wel een aantal diplomatieke opdrachten. Zo onderhandelde hij met de Engelse minister van Buitenlandse Zaken over de terugkeer van de latere koning Willem I naar Nederland. In 1814 werd hij lid van de nieuwe Staten-Generaal der Verenigde Nederlanden en van 1815 tot 1817 was hij lid van de Tweede Kamer. In de jaren 1816 en 1817 was hij ook schepen van Rotterdam. In 1817 vertrok hij met zijn gezin naar Brussel.
Gevers trouwde op 12 oktober 1803 te Middelburg met Catharina Frederica de Bruijn. Uit hun huwelijk werden zes kinderen geboren, vijf zonen en één dochter. Vanwege zijn aan de staat bewezen diensten werd hij op 16 september 1815 verheven in de Nederlandse adel met toekenning van het predicaat jonkheer; hij was de eerste van het geslacht Gevers die in de adelstand werd verheven. Gevers was Ridder in de Orde van de Nederlandse Leeuw. Hij overleed op 66-jarige leeftijd in Leiden.

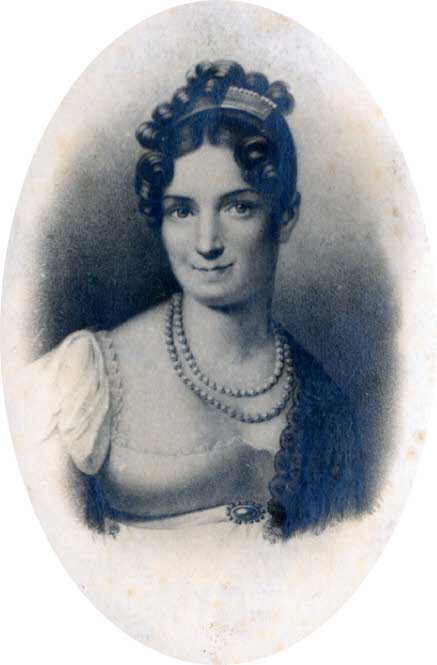
Portret van Catharina Frederica de Bruin, gedateerd in 1800